# Cot Gapeuh
Cot Gapeuh är en kulle i Indonesien.   Den ligger i provinsen Aceh, i den västra delen av landet, 1 700 km nordväst om huvudstaden Jakarta. Toppen på Cot Gapeuh är 169 meter över havet.
Terrängen runt Cot Gapeuh är platt norrut, men söderut är den kuperad.Runt Cot Gapeuh är det tätbefolkat, med 266 invånare per kvadratkilometer. Närmaste större samhälle är Bireun, 13,4 km nordväst om Cot Gapeuh. I omgivningarna runt Cot Gapeuh växer i huvudsak städsegrön lövskog.